# Lola, érase una vez
Lola, érase una vez è una telenovela messicana diretta da Juan Carlos Muñoz e Luis Pardo e prodotta da Pedro Damián per Televisa.
La serie è un adattamento alla versione argentina intitolata Flor - Speciale come te, prodotta da Cris Morena.

## Produzione
La serie è stata girata tra il 2006 e il 2007, totalmente in Messico. La protagonista, Lola, fu scoperta mentre stava frequentando una scuola di Televisa dal produttore Pedro Damian e in seguito ad un provino, dove si presentarono molte candidate, fu scelta per il ruolo principale come suo debutto. Il cast è stato presentato nel dicembre del 2006 a Città del Messico, luogo dove la serie è stata girata e ambientata, alla presenza del cast fisso. Nel febbraio 2007 la protagonista, Eiza González, ha subito un incidente al piede sinistro durante le riprese della serie ma senza conseguenze gravi. Il 26 febbraio 2007 la serie ha debuttato sul canale messicano Canal de las Estrellas, ricevendo critiche positive dai media e un buon punteggio di rating nella maggior parte delle puntate.
Nel marzo del 2007 la protagonista annuncia di aver terminato il disco della serie. Il 13 aprile 2007 è stato pubblicato il primo numero della rivista dedicata interamente alla serie, che al maggio dello stesso anno vende il 70% su 100% della tiratura.
La serie è conclusa il 11 gennaio 2008.

## Trama
La storia è ambientata a Città del Messico e ruota attorno a Lola, una ragazza vivace e sognatrice, e ad Alexander Von Ferdinand, il figlio maggiore di una famiglia ricca tedesca i cui genitori sono morti in un incidente stradale. Egli ha cinque fratelli (Marcos, Archibaldo, Marion, Boris e Otto). A Lola piace cantare e ballare con il suo gruppo musicale. Senza alcuna esperienza passata, viene assunta come baby-sitter nella famiglia Von Ferdinand, guadagnando dopo un breve periodo la fiducia dei fratelli di Alexander. Nonostante i due siano innamorati, c'è Carlota, la fidanzata di Alexander, e sua madre Montserrat ad ostacolare Alexander e Lola.

## Personaggi e interpreti
- Alexander Von Ferdinand, interpretato da Aarón Díaz. Fratello maggiore della famiglia Von Ferdinand, ha cinque fratelli. È rigido, freddo e distante verso le persone che gli stanno accanto.[11]
- Dolores "Lola" Valente, interpretata da Eiza González. È una ragazza spontanea, coraggiosa, ottimista e sensibile. Ama cantare.[11]

## Puntate
| Stagione       | Puntate | Prima TV Messico |
| -------------- | ------- | ---------------- |
| Prima stagione | 224     | 2007-2008        |

## Media

### Musica
La prima sigla di apertura è Si Me Besas e invece la seconda è Masoquismo. Entrambe sono state pubblicate come singoli e hanno raggiunto rispettivamente la posizione numero #36 e #26 nella classifica Billboard Latin Pop Songs.
| Anno | Dettagli                                                                                              |
| ---- | --- |
| 2007 | Lola, érase una vez - Pubblicazione: 27 agosto 2007 - Formati: CD, download digitale - Etichetta: EMI |

## Premi e riconoscimenti
- 2007 - Premios Oye!
  - Nomination - Artista rivelazione per Lola: Érase una vez[14][15].
- 2008 - Premios TV y Novelas[16].
  - Vinto - Attrice rivelazione dell'anno ad Eiza González
  - Vinto - Miglior attore giovanile a Aarón Díaz
  - Vinto - Miglior attuazione infantile a Octavio Ocaña
  - Nomination - Miglior registi a Vivian Sánchez Ross, Daniela Ferrer.
- 2009 - Premio Lo Nuestro
  - Vinto - Solista o gruppo rivelazione dell'anno per Lola: Érase una vez[17].

## Distribuzioni internazionali
| Paese           | Canale/i                                           |
| --------------- | -------------------------------------------------- |
| Messico         | Canal 5, Canal de las Estrellas, Canal 32 Saltillo |
| Spagna          | Localia                                            |
| Vietnam         | VBC                                                |
| Panama          | Tele 7                                             |
| Paraguay        | Latele                                             |
| Cile            | Televisión Nacional de Chile                       |
| Ecuador         | Gama TV                                            |
| Colombia        | RCN Televisión                                     |
| Costa Rica      | Repretel, Canal 4                                  |
| Venezuela       | Venevisión                                         |
| Perù            | América Televisión                                 |
| Rep. Dominicana | Telemicro                                          |
| Stati Uniti     | Univision                                          |